# نادی سیستمز
نادی سیستمز (انگلیسی: Nady Systems, Inc.) شرکت الکترونیک آمریکایی است، که در سال ۱۹۷۸ توسط جان نادی تأسیس شد.